# 景棟縣
景棟縣為緬甸撣邦下轄的一個縣，其區域面積為10,688.0平方公里，2014年人口366,861人，縣治景棟。

## 行政区划
景栋县下辖3个镇区。
- 景栋镇区（Kengtung Township）
- 孟卡镇区（Mong Khet Township）
- 孟宾镇区（Mong Ping Township）